# Davi I Arzerúnio
Davi I Arzerúnio ou Davi I Tornício (desconhecido, Amiuque, Vaspuracânia - 1165, Altamar, Vostã, Região de Vã, Principado de Amiuque (atualmente na Turquia) foi bispo da Igreja Armênia e católico de Altamar (1113-1165). Senhor de Altamar e Amiuque, era filho de Abedlemsé II Arzerúnio, um curopalata bizantino titular (?-1121), que era filho de Tornício III Arzerúnio (final do século XI), príncipe da Fortaleza de Amiuque e descendente de Quedenique I Arzerúnio (início do século XI), terceiro filho(?) de Cacício I de Vaspuracânia (908-943).

## Estabelecimento do Catolicato de Altamar
Davi foi anteriormente o arcebispo de Altamar, no início do século XII. Recusou-se a obedecer ao Católico armênio, recém nomeado, Gregório III Palavuni, então baseado na Cilícia, por causa de sua pouca idade e se proclamou Católico de Todos os Armênios. Em 1113, um Concílio reunido num dos mosteiros das Santas Montanhas da Cilícia, o Mosteiro Vermelho, condenou Davi, no entanto, ele não obedeceu ao Concílio e continuou a reinar em Altamar até sua morte, declarando-o um Catolicato separado.